# Clarence (chương trình truyền hình)
Clarence là một chương trình hoạt hình của Hoa Kỳ được tạo bởi Skyler Page cho Cartoon Network. Chương trình nói về cậu bé tên là Clarence và hai người bạn tốt nhất của cậu, Jeff và Sumo. Page, một cựu họa sĩ bản thảo của Adventure Time, phát triển chương trình như là một phần của kế hoạch phát triển các chương trình của Cartoon Network vào năm 2012.
Chương trình hiện tại có 51 tập, với một bản chiếu thử chiếu vào ngày 17 tháng 2 năm 2014. Chương trình chính thức phát sóng vào ngày 14 tháng 4 năm 2014 và có hơn 2,3 triệu lượt xem trên kênh Cartoon Network.
Bản chiếu thử của series đã được đề cử cho giải thưởng Nghệ thuật Sáng tạo Emmy. Vào tháng 7 năm 2015, Clarence được gia hạn cho một mùa thứ hai bắt đầu từ ngày 18 tháng 1 năm 2016.
Mùa thứ ba của loạt phim chiếu vào ngày 10 tháng 2 năm 2017.

## Cốt truyện
Bộ phim tập trung vào cuộc sống hàng ngày của Clarence Wendle, một cậu bé vui vẻ, yêu thương và đầy tinh thần, và những người bạn tốt nhất của mình: Jeff, người thông minh hơn và Sumo, những người thường xuyên sử dụng các biện pháp quyết liệt khi giải quyết vấn đề.
Clarence sống với mẹ của mình là Mary và người chú Chad ở thành phố hư cấu của Aberdale, Arizona nằm gần Phoenix. Mỗi tập phim tập trung vào các tình huống đời sống và những vấn đề mà Clarence và bạn bè của mình gặp phải, và cuộc phiêu lưu hàng ngày của họ và kinh nghiệm cuộc sống như những đứa trẻ.
Các nhân vật khác bao gồm học sinh và giáo viên tại Trường Tiểu học Aberdale, trường học của Clarence. Một số tập phim tập trung vào cuộc sống của nhân vật phụ, như các công dân của Aberdale và các bạn cùng lớp của Clarence.

## Nhân vật

### Nhân vật chính
- Clarence Wendle (Lồng tiếng bởi Skyler Page (tập 1-32 và 35-36) và Spencer Rothbell (tập 33-34 và 37-nay)) - cậu bé 8 tuổi vui vẻ, đầy tinh thần, béo thấy điều tốt trong tất cả mọi thứ và muốn thử tất cả. Clarence quý bạn bè của mình, Jeff và Sumo, hơn của cải vật chất.
- Jeffrey "Jeff" Randell (lồng tiếng bởi Sean Giambrone) - Một trong những người bạn tốt nhất của Clarence là người thông minh, và có một cái đầu hình khối đại diện cho cá tính "vuông". Phong cách của bạn được tính toán trong khi tâm trí của đang đầy ắp kiến thức (các sự kiện chủ yếu là tầm thường). Bạn có một danh sách dài của nỗi sợ hãi và chỉ thích khoai tây chiên từ quán gà Rough Riders.
- Ryan "Sumo" Sumouski (lồng tiếng bởi Tom Kenny trong loạt phim truyền hình và Jason Marsden trong thí điểm) - người bạn thân khác của Clarence và là người bản năng nhất trong nhóm của họ và thường có các biện pháp quyết liệt và thô khi cố gắng giải quyết vấn đề. Mặc dù là không thể đoán trước, Sumo vẫn trung thành với Jeff và Clarence và có sẵn khi họ cần sự hỗ trợ. Jeff và Sumo liên tục trở mặt nhau và không phải là phổ biến như Clarence là một trong số những đứa trẻ khác, nhưng Clarence hàn gắn khoảng cách giữa họ. Mùa 3, Sumo đã được chuyển giao cho trường học mới được gọi là West Abergale.

### Nhân vật phụ
- Mary Wendle (lồng tiếng bởi Katie Crown) - mẹ của Clarence, là người luôn ở bên để ủng hộ con trai mình không có vấn đề khó khăn. Cô sống với bạn trai Chad.
- Charles "Chad" Caswell lll (lồng tiếng bởi Eric Edelstein) - bạn trai của Mary đang làm việc thừa tại nhiều nơi và đóng vai trò như người cha của Clarence.
- Belson Noles (lồng tiếng bởi Jason Marsden trong tập phim thí điểm và Roger Craig Smith trong bộ phim truyền hình) - kẻ bắt nạt trường học, những người thường xuyên hơn đau nhục mạ chứ không phải nắm đấm. Bạn là hư hỏng và có vẻ như không có bạn bè, thậm chí đồng bọn của mình dường như không thích bạn. Chỉ có Clarence là thích bạn, mặc dù không thể nói cho Belson. Tên bạn cũng được đặt tên sau Nelson Boles, người giúp tạo ra chương trình.
- Chelsea Keezheekoni (lồng tiếng bởi Grace Kaufman) - một cô gái can đảm và thẳng thắn, người khẳng định rằng cô là vượt trội so với bất kỳ cậu bé, chủ yếu là Sumo. Được tiết lộ trong một tập phim mà cô và Sumo đã chia sẻ một nụ hôn ở nhà trên cây của Clarence, Jeff và Sumo.
- Breehn (lồng tiếng bởi Joshua Rush) - một trong những đứa trẻ thông minh trong lớp, là người bạn của Jeff hơn Clarence. Giữ mình bị giam cầm tại mọi thời điểm.
- Ms. Melanie Baker (lồng tiếng bởi Katie Crown) - cô giáo của lớp của Clarence, được thể hiện là tốt bụng và chu đáo.
- Percy (lồng tiếng bởi Roger Craig Smith) - một cậu bé rụt rè, ngắn nói bằng một giọng yếu và là bạn của Clarence.
- Nathan (lồng tiếng bởi Skyler Page và Damien Haas) - một trong những người bạn của Belson. Anh ấy là một anh chàng lớn người được coi là mờ nhạy.
- Dustin Conway (lồng tiếng bởi Kyle Arem) - một bạn cùng lớp khác của Clarence và là bạn bè của Belson. Bạn là một fan hâm mộ cuồng nhiệt của môn võ thuật và thể thao.
- Mel Sumouski (lồng tiếng bởi John DiMaggio) - cha của Sumo, là người có một giọng nghiêm khắc nhưng thực sự là khá lập dị.
- EJ - Sue Randell (lồng tiếng bởi Lea Delaria và Tig Notaro) - bà mẹ đồng tính nữ của Jeff, EJ có một ngoại hình rất giống với Jeff và trang phục như một người đàn ông, và Sue luôn kiên nhẫn với con trai của cô, Jeff và có tính cách bình tĩnh.
- Jim Reese (lồng tiếng bởi Skyler Page và Donovan Patton) - thư ký trường, chưa mờ nhạy, cộc cằn với sự thèm ăn phàm ăn.
- Branda Shoop (lồng tiếng bởi Katie Crown) - một giáo viên thiếu chú ý, vô trách nhiệm. Người quan tâm ít hơn về các học sinh và nhiều hơn về các quy tắc an toàn.
- Regis Gilben - một cậu bé im lặng và bất động, giao tiếp với một âm thanh gió kỳ lạ thay vì một tiếng nói. Mọi người dường như có thể hiểu được điều này; cũng có thể, bằng cách nào đó bạn là ma quái và có thể chạm vào mà không di chuyển.
- Joshua "Josh" Maverick (lồng tiếng bởi Brent Popolizio) - một thiếu niên tức giận và không may mắn, không thích trẻ em, đặc biệt là Sumo. Anh tỏ ra thực sự dễ bị tai nạn và liên tục bị chấn thương nghiêm trọng trong mỗi một lần xuất hiện của mình.

### Nhân vật khác
- Emilio (lồng tiếng bởi Alberto Gonzales và Enrique Contreras) - là một đứa trẻ ngắn và cực kỳ không thích Belson.
- Brady (lồng tiếng bởi Daniel DiMaggio) - một người bạn của Clarence. Bạn là một bản sao của Charlie Brown.
- Kimby (lồng tiếng bởi Isabella Niems) - một người bạn học của Clarence, một cô gái nữ tính nhút nhát nói giọng thung lũng cô gái. Cô liên tục chơi với mái tóc của mình.
- Malessica (lồng tiếng bởi Ivy Bishop) - một trong những người bạn của Kimby. Cô đã từng có tình cảm với Jeff.
- Courtlin (lồng tiếng bởi Tayler Buck) - một người bạn của Kimby. Cô ấy có một tính cách tự tin và không ngại nói lên quan điểm của mình.
- Mavis (lồng tiếng bởi Spencer Rothbell) - một cô gái tóc đỏ, kẻ nói lẩm bẩm khó hiểu và có một nỗi sợ hãi vòi phun chữa cháy.
- Camden (lồng tiếng bởi Spencer Rothbell) - một cậu bé tóc đỏ với má xệ và có một giọng nói mũi sâu.
- Guyler - một cậu bé im lặng với một cái mũi to tròn và một cái cổ dài với một cái cổ rùa xanh bao phủ nó và miệng.
- Walt và Tiffany (lồng tiếng bởi Dave Wittenberg và Abigail Revasch) - Họ là cha mẹ của Breehn. Họ thể hiện được kiêu ngạo.
- Cha mẹ của Percy (cả lồng tiếng bởi Roger Craig Smith) - Họ có một sự xuất hiện tương tự như con trai của họ.
- Sandy (lồng tiếng bởi Katie Crown) - một người phụ nữ béo phì, người thường xuyên đi đến tiệm tóc của Mary và ném cơn giận dữ khi cô không nhận được theo cách của mình.
- Larry (lồng tiếng bởi Skyler Page và Spencer Rothbell) - một người đàn ông 70 tuổi lạ lùng có xu hướng viết ra tất cả mọi thứ anh ta nghe.

## Phát sóng
| Mùa | Mùa | Số tập | Số tập | Phát sóng gốc       | Phát sóng gốc        |
| Mùa | Mùa | Số tập | Số tập | Phát sóng lần đầu   | Phát sóng lần cuối   |
| --- | --- | ------ | ------ | ------------------- | -------------------- |
|     | 1   | 51     | 51     | 14 tháng 4 năm 2014 | 27 tháng 10 năm 2015 |
|     | 2   | 39     | 39     | 18 tháng 1 năm 2016 | 3 tháng 2 năm 2017   |
|     | 3   | 40     | 40     | 10 tháng 2 năm 2017 | 24 tháng 6 năm 2018  |